# Steagurile Austro-Ungariei

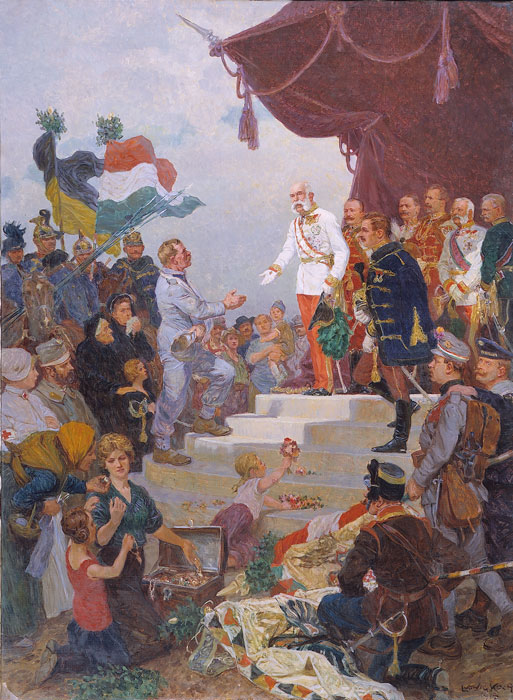
Kaisers Dank de Ludwig Koch din 1915. Vizibile diferite steaguri folosite în Austro-Ungaria

Austro-Ungaria (denumită adesea Imperiul Austro-Ungar) nu avea un steag comun (un „drapel național” nu putea exista, deoarece Monarhia Duală era formată din două state suverane). Cu toate acestea, steagul auriu-negru al dinastiei Habsburgilor a fost uneori folosit ca drapel național de facto, iar un steag civil comun a fost introdus în 1869 pentru navele civile. Până în 1918, Flota de Război Austro-Ungară a continuat să poarte steagul austriac pe care îl folosise din 1786; iar regimentele de kuk Armata a purtat bannerele cu vultur dublu pe care le folosiseră înainte de 1867, deoarece aveau o istorie lungă în multe cazuri. Noile însemne create în 1915 nu au fost implementate din cauza războiului în desfășurare. La funcțiile de stat s-a folosit tricolorul negru-galben austriac și roșu-alb-verde maghiar.
Austria a fost reprezentată de steagul negru-galben. Jumătatea maghiară a statului, în schimb, nu avea, din punct de vedere legal, un steag propriu. Conform Acordului croat-ungar (art. 62 și 63), în toate afacerile comune croate și maghiare, trebuiau folosite simboluri atât ale Croației, cât și, respectiv, ale Ungariei. De exemplu, ori de câte ori Parlamentul comun maghiar-croat a avut sesiunea la Budapesta, atât drapelele croate, cât și cele maghiare au fost arborate pe clădirea parlamentului din Budapesta. La Viena, în fața Palatului Schönbrunn, steagul negru și galben a fost arborat pentru Cisleithania (jumătatea austriacă), în timp ce steaguri croate și maghiare au fost arborate pentru Transleithania (jumătatea maghiară). Ungaria propriu-zisă a folosit un tricolor roșu-alb-verde deformat cu stema maghiară, uneori folosit pentru a reprezenta întregul Ținut al Coroanei Ungare. Însemnul civil „dublu”, ca simbol al „identității corporative”, a fost folosit și ca drapel consular, așa cum a fost decretat la 18 februarie 1869. A intrat în uz la 1 august 1869. Legațiile au arborat însă steagul negru și galben al Austriei alături de steagul roșu-alb-verde al Ungariei, în timp ce ambasadele au arborat cele două steaguri naționale alături de standardul imperial.

## Standarde imperiale și militare
Steaguri civile
Steaguri navale

## Steaguri regionale
| Cisleithania  | Cisleithania | Cisleithania | Cisleithania | Cisleithania | Cisleithania |
| Locație       | Numele regiunii | Steag |              |              |              |
| ------------- | --- | --- | ------------ | ------------ | ------------ |
|               | Arhiducat al Austriei (Austria Inferioară)                                                                         | |              |              |              |
|               | Arhiducat al Austriei (Austria Superioară)                                                                         | |              |              |              |
|               | Regatul Boemiei | |              |              |              |
|               | Regatul Dalmației                                                                                                  | |              |              |              |
|               | Regatul Galiției și Lodomeriei                                                                                     | (1849-1890) (1890-1918)                                                                                         |              |              |              |
|               | Comitatul Princiar Tirol                                                                                           | |              |              |              |
|               | Ducatul Bucovinei                                                                                                  | |              |              |              |
|               | Ducatul Sileziei Superioare și Inferioare                                                                          | |              |              |              |
|               | Ducatul Carintia                                                                                                   | |              |              |              |
|               | Ducatul Carniola                                                                                                   | |              |              |              |
|               | Ducatul Salzburg                                                                                                   | |              |              |              |
|               | Ducatul Stiria | |              |              |              |
|               | Margraviatul Moraviei                                                                                              | |              |              |              |
|               | Litoralul austriac, inclusiv: Orașul Imperial Liber Trieste Comitatul Princiar Gorizia și Gradisca Marca de Istria | (Litoralul austriac) (Orașul Imperial Liber Trieste) (Comitatul Princiar Gorizia și Gradisca) (Marca de Istria) |              |              |              |
|               | Vorarlberg | |              |              |              |
| Transleitania | | |              |              |              |
| Locație       | Numele regiunii | Steag |              |              |              |
|               | Regatul Ungariei                                                                                                   | |              |              |              |
|               | Principatul Transilvaniei                                                                                          | |              |              |              |
|               | Voivodina Sârbească și Banatul Timișan                                                                             | |              |              |              |
|               | Regatul autonom Croația-Slavonia                                                                                   | |              |              |              |
|               | Regatul Croației                                                                                                   | |              |              |              |
|               | Regatul Slavoniei                                                                                                  | |              |              |              |
|               | Orașul Fiume și împrejurimile                                                                                      | |              |              |              |
| Condominiu    | | |              |              |              |
| Locație       | Numele regiunii | Steag |              |              |              |
|               | Condominiul Bosnia și Herțegovina                                                                                  | |              |              |              |

## Vezi si
- Stema Austro-Ungariei